# قطعنامه ۱۱۰۰ شورای امنیت
قطعنامه  ۱۱۰۰ شورای امنیت سازمان ملل متحد که در تاریخ ۲۷ مارس ۱۹۹۷ تصویب شد، سندی بین‌المللی دربارهٔ بررسی وضعیت در لیبریا است. این قطعنامه طی نشست ۳۷۵۷ام با ۱۵ رای موافق، ۰ مخالف و ۰ ممتنع تصویب شد.